# Oncorhynchus formosanus
Oncorhynchus formosanus is een ondersoort van de straalvinnige vissen uit de familie van de zalmen (Salmonidae). De wetenschappelijke naam van de soort is voor het eerst geldig gepubliceerd in 1919 door Jordan & Oshima.